# Rádio Bart
Rádio Bart (v anglickém originále Radio Bart) je 13. díl 3. řady (celkem 48.) amerického animovaného seriálu Simpsonovi. Scénář napsal Jon Vitti a díl režíroval Carlos Baeza. V USA měl premiéru dne 9. ledna 1992 na stanici Fox Broadcasting Company a v Česku byl poprvé vysílán 17. prosince 1993 na stanici ČT1.

## Děj
Homer vidí v televizi reklamu na mikrofon Superstar Celebrity, který dokáže vysílat hlas kohokoli přes AM rádio, koupí ho Bartovi k narozeninám. Na oslavě je Bart zklamaný, když dostane dárky jako kaktus, štítkovač a nový oblek. Zpočátku se Bartovi mikrofon nelíbí, ale později ho využívá k žertům, například k tomu, aby Nedovy syny Roda a Todda přesvědčil, že k nim mluví Bůh, aby odposlouchával rozhovory Lízy a Janey o chlapcích a aby Homera přesvědčil, že je napadli Marťané. 
Bart provede žert, když spustí do studny rádio a pomocí mikrofonu vysílá svůj hlas, čímž oklame obyvatele města, že do studny spadl sirotek jménem Timmy O'Toole. Přestože se Timmyho nedaří zachránit – protože studna je příliš malá na to, aby se do ní vešel dospělý člověk –, celé město mu nabídne svou lásku a morální podporu. Krusty přesvědčí Stinga, aby se připojil k dalším celebritám a natočil charitativní singl „We're Sending Our Love Down the Well“. 
Líza přistihne Barta, jak napodobuje Timmyho hlas, a připomene mu, že se na něj obyvatelé městečka budou zlobit, že je napálil, přičemž správně předpokládá, že Bart na rádio umístil nálepku „majetek Barta Simpsona“. Ze strachu z pomsty se Bart po setmění pokusí rádio získat zpět, ale spadne na dno, když policisté Eddie a Lou uvolní lano, po kterém se Bart spouští do studny. Když tam Barta najdou uvězněného obyvatelé města, přizná, že Timmy neexistuje. Měšťané, rozzlobení, že byli podvedeni, ho odmítají zachránit, přestože se Homer a Marge snaží zmobilizovat záchrannou akci. 
Homer toho má nakonec dost a rozhodne se vykopat tunel a zachránit Barta sám. S kopáním Homerovi pomáhá školník Willie a brzy se k výkopu přidá několik dalších obyvatel, kteří nakonec Barta s pomocí Stinga zachrání. Druhý den Willie umístí poblíž studny výstražnou ceduli, aby zabránil budoucím nehodám.

## Produkce
Díl napsal Jon Vitti a režíroval jej Carlos Baeza, ačkoli s nápadem přišel tvůrce seriálu Matt Groening. Epizoda byla založena na filmu Eso v rukávu z roku 1951, v němž se odehrává příběh novináře na dně, který využije příběh o muži uvězněném v jeskyni, aby znovu nastartoval svou kariéru. Vitti se na film podíval až po napsání epizody: „(Groening) přišel zničehonic a prostě mi dal celý příběh, od začátku do konce.“. Vitti řekl, že půjčení filmu bylo první věcí, kterou udělal po dokončení scénáře. Poznamenal: „Je překvapivě těžké si ho půjčit. Je to opravdu temné a vtipné a je to od Billyho Wildera, takže si myslíte, že to bude v obchodech, ale není. Bylo těžké ho sehnat.“.
Producenti oslovili zpěváka Bruce Springsteena, aby se v epizodě objevil, protože se podílel na charitativní písni „We Are the World“, na níž je „We're Sending Our Love Down the Well“ založena. Springsteen odmítl, a tak producenti místo něj nabídli roli britskému hudebníkovi Stingovi. Výkonný producent Al Jean řekl, že Sting je jednou z jeho nejoblíbenějších hostujících hvězd, které se v seriálu objevily, a že „nemohl být lepší. Byl opravdu vtipný.“ Režisér Simpsonových David Silverman řekl, že Stingovo účinkování v epizodě se k jeho osobě hodilo, protože v reálném životě vedl kampaně za politické a sociální věci. Sting v době natáčení epizody pobýval v New Yorku, takže Vitti tam přiletěl, aby s ním natočil repliky.
Televizní reklama na Superstar Celebrity Microphone, kterou Homer sleduje, byla inspirována populární reklamou Ronco Mr. Microphone z konce 70. let, v níž se chlapec stane populárním a „zaboduje u dívek“ tím, že používá svůj rádiový mikrofon. V obou reklamách se objevuje chlapec, který jede v autě plném kamarádů a říká: „Hej, fešáku, později se pro tebe vrátíme.“. Tato hláška připadala štábu „vtipná“. V reklamě na Superstar Celebrity Microphone chlapec zpívá do mikrofonu píseň „Convoy“ od C. W. McCalla z roku 1975. Producenti původně chtěli, aby zpíval píseň „The Wreck of the Edmund Fitzgerald“ od Gordona Lightfoota, píseň o potopení velkoobjemové lodi SS Edmund Fitzgerald na Hořejším jezeře. Podle Vittiho by však Lightfootova licenční dohoda vyžadovala, aby producenti získali povolení od rodin 29 členů posádky, kteří na lodi zahynuli, a tak byla místo toho použita píseň „Convoy“, kterou Homer zpívá také do mikrofonu, aby přesvědčil Barta, že se mu dárek líbí.

## Kulturní odkazy
Dějová linie se podobá události s Jessicou McClureovou, mladou dívkou, která spadla do studny a dostalo se jí podpory od občanů a známých osobností. Na začátku epizody sleduje Homer v televizi pořad Soul Train a jeho moderátora Dona Cornelia. Jeden z občanů navrhuje použít k záchraně Timmyho čokoládu připevněnou na háčku na ryby, což je odkaz na postavu Quinta z filmu Čelisti z roku 1975. Píseň „We're Sending Our Love Down the Well“ je parodií na „We Are the World“ a nápad celebrit, které ji zpívají, vychází z USA for Africa, názvu, pod kterým 45 slavných umělců nahrálo „We Are the World“.
Hudba v pozadí, jež zazní, když se Bart plíží studnou, vychází z písně „Axel F“ z filmu Policajt v Beverly Hills a později se stane opakující se skladbou v dalších epizodách. Pizzerie Wall E. Weasel's, ve které Bart slaví narozeniny, je parodií na rodinnou pizzerii Chuck E. Cheese's. Funky-See, Funky-Do se svým hitem „I Do Believe We're Naked“ připomíná hudební styl skupiny Milli Vanilli.

## Přijetí
V původním americkém vysílání se díl umístil v týdnu od 6. do 12. ledna 1992 na 31. místě ve sledovanosti s ratingem 14,1, což odpovídá přibližně 13 milionům domácností. Byl to nejsledovanější pořad na stanici Fox v tomto týdnu. Epizoda byla nominována na cenu Primetime Emmy za vynikající animovaný pořad, ale prohrála s pořadem Willa Vintona A Claymation Easter na stanici CBS. Rádio Bart bylo nejoblíbenější díl štábu v řadě a výkonný producent Al Jean řekl, že si mysleli, že vyhraje tato epizoda nebo epizoda The Ren & Stimpy Show, a byli „naprosto zdrceni“, když nevyhrála ani jedna z nich. Režisér Simpsonových David Silverman uvedl, že si myslí, že Simpsonovi a Ren & Stimpy si rozdělili hlasy, což umožnilo, aby A Claymation Easter vyhrála cenu Emmy.
Od svého odvysílání epizoda získala od televizních kritiků převážně pozitivní hodnocení. Kirk Baird z Las Vegas Sun díl označil za druhou nejlepší epizodu Simpsonových a Sarah Culpová z The Quindecim za třetí nejlepší díl. Colin Jacobson z DVD Movie Guide uvedl: „Navzdory potenciálnímu těžkopádnému moralizování poskytuje Rádio Bart úžasnou podívanou. Od Bartových mizerných narozenin přes jeho vtípky až po reakci veřejnosti na Timmyho lapení, humor v této vynikající epizodě letí rychle a zběsile. Je to jedna z těch lepších.“. The Daily Telegraph charakterizoval epizodu jako jednu z deseti nejlepších epizod Simpsonových. Chris Kaye z DVD Times uvedl, že Rádio Bart je „další ukázkou seriálového talentu pro kulturní odkazy, když paroduje film Billyho Wildera Eso v rukávu“. Časopis Entertainment Weekly zařadil Rádio Bart na 20. místo nejlepších epizod Simpsonových a poznamenal, že „je to mediální parodie tak ostrá, že nás ještě teď trochu pálí“. Když se Simpsonovi začali v roce 2019 streamovat na Disney+, bývalý scenárista a výkonný producent Simpsonových Bill Oakley označil tento díl za jednu z nejlepších klasických simpsonovských epizod, které lze na této službě sledovat.
Trent McMartin z Monsters and Critics ocenil Stingovo hostování a označil ho za „vtipné“. Nathan Ditum z Total Film zařadil jeho vystoupení na 11. místo nejlepších hostujících vystoupení v historii seriálu. Autoři knihy I Can't Believe It's a Bigger and Better Updated Unofficial Simpsons Guide, Warren Martyn a Adrian Wood, poznamenali, že „The Police měli píseň s názvem ‚Canary in the Coalmine‘ (díl obsahuje scénu, v níž kanárek umírá ve studni, ale později doktor Dlaha zjistí, že zemřel ‚přirozenou smrtí‘) a Sting si dal záležet na kampani pro dobrou věc, což vysvětluje, proč byl v této ostré kritice pozérství celebrit a mediální paniky vyzdvižen“. Tom Nawrocki z Rolling Stone ohodnotil píseň „We're Sending Our Love Down the Well“ jako jeden z nejlepších hudebních momentů v historii seriálu.

## Odkaz
Po zemětřesení v Pueble v září 2017 mexická televizní stanice Televisa informovala, že dvanáctiletá Frida Sofia zůstala uvězněna v troskách zřícené školy. Zprávy týkající se pokusů o záchranu byly široce medializovány zpravodajstvím Televisy. Když bylo 21. září stále jasnější (a později se potvrdilo), že Sofie ve skutečnosti neexistuje, začali diváci srovnávat události s Rádiem Bart – do té míry, že konkurenční televize Azteca záměrně naplánovala na pozdější den odvysílání dílu Rádio Bart.